# Lackingenieur
Bei dem Berufsbild des Lackingenieurs (auch Chemieingenieur für Farbe und Lack) handelt es sich um einen speziellen Bereich innerhalb des Chemieingenieurwesens. Er befasst sich im Wesentlichen mit der Formulierung, Herstellung und Verarbeitung von Lacken, Farben und anderen Beschichtungen. Der Lackingenieur muss für die Ausführung seiner Tätigkeit über ein breites (verfahrens-)technisches, physikalisches und chemisches Grundwissen verfügen.

## Berufsbild

### Grundlegende Aufgaben
Die Aufgaben eines Lackingenieurs sind so vielseitig wie das Studium und die zugehörige Branche. Einsatzgebiete reichen je nach Neigung von der Rohstoffherstellung über die Lackformulierung, Lackentwicklung und Lackherstellung hin zu der Lackverarbeitung und der damit verbundenen Verfahrenstechnik. Der Lackingenieur betrachtet die unterschiedlichen Teilgebiete immer aus dem Blickwinkel, dass am Ende eine technisch einwandfreie, gut aussehende und kostengünstige Lackschicht entsteht. Ein Lackingenieur kann also im gesamten Herstellungsprozess einer fertigen Lackierung eingesetzt werden. Aufgrund des vielschichtigen Prozesses von Lackherstellung und Lackierung kann ein Lackingenieur nie nur ein Teilgebiet betrachten, sondern muss die angrenzenden Prozessschritte zwangsläufig mit im Blick behalten.

### Berufseinsatz
Aufgrund der vergleichsweise hohen Anzahl an offenen Stellen und gleichzeitig begrenzten Anzahl an Absolventen besitzen Lackingenieure hervorragende Berufsaussichten in der Industrie.
Mögliche Einsatzgebiete sind die folgenden:
- Chemische Industrie (Lackrohstoffhersteller)
- Lack- und Farbenhersteller
- Kleb und Dichtstoffindustrie
- Lackverarbeitende Industrie (Lackierbetriebe, Automobilhersteller, Maschinenbau)
- Verfahrenstechnische Abteilungen
- Kunststoffindustrie
- An Berufsschulen
- Im öffentlichen Dienst (Denkmalschutz, Umweltschutz u. Ä.)
- In Vertrieb und technischem Service
- Ingenieurbüros

Liste von Unternehmen, welche Beschichtungsstoffe herstellen.

## Studium

### Studieninhalte
Die Studieninhalte des Studiums zum Lackingenieur beinhalten sowohl chemische, technische und physikalische Grundlagen als auch lackspezifische Fächer. Es sei angemerkt, dass die Auswahl und Menge der folgend aufgezählten Fächer je nach Zusammenstellung des Studiums sowie der Wahl von Wahlpflichtfächern variieren kann.
Das Grundstudium beinhaltet die Grundlagenfächer, welche mit denen eines üblichen Chemieingenieurstudiums entsprechen:
- Allgemeine Chemie
- Anorganische Chemie
- Organische Chemie
- Makromolekulare Chemie
- Physikalische Chemie
- Analytische Chemie und Instrumentelle Analytik
- Mathematik
- Physik

Bei den lackspezifischen Fächern handelt es sich um die folgenden:
- Lackformulierung
- Lackherstellung
- Farbmetrik
- Applikationstechnik
- Lackspezifische Verfahrenstechnik
- Werkstoffprüfung
- Bindemittelchemie
- Polymerchemie
- Korrosionsschutz
- Grenzflächenchemie
- Rheologie und Kolloidchemie
- Pigmentchemie
- Patentwesen

### Studiengänge
Lackingenieure werden nur an drei Hochschule in Deutschland ausgebildet. Es gibt nur eine sehr begrenzte Anzahl an Studienplätzen und damit verbunden auch nur eine geringe Zahl an Absolventen, welche in der Industrie sehr gefragt sind. Ausbildende Hochschulen sind die folgenden:
- Hochschule Esslingen Website: HS-Esslingen
- Hochschule Niederrhein (In Krefeld) Website: HS-Niederrhein
- Universität Paderborn

### Folgestudium
Nach einem Bachelorstudium im Bereich des Lackingenieurwesens stehen den Absolventen unterschiedliche aufbauende Studiengänge zu Auswahl. Folgend eine Auswahl an Studienfeldern mit thematischen Schnittstellen:
- Polymerchemie
- Oberflächentechnik
- Materialwissenschaften
- Nanotechnologie
- Nachwachsende Rohstoffe
- Verfahrenstechnik